# Haplochromis saxicola
Haplochromis saxicola é uma espécie de peixe da família Cichlidae.
Pode ser encontrada nos seguintes países: Tanzânia e Uganda.
Os seus habitats naturais são: lagos de água doce.